# Even getal
Een even getal, in het Vlaams ook een paar getal, is een geheel getal dat restloos deelbaar is door 2, dat wil zeggen bij deling door 2 is het resultaat weer een geheel getal. Een equivalente definitie is: een geheel getal dat een veelvoud is van 2. Een geheel getal dat niet even is, heet oneven.
Even getallen kunnen gevormd worden door twee gelijke gehele getallen bij elkaar op te tellen. Die som kan dan geschreven worden als n + n = 2n. Oneven getallen kunnen geschreven worden als 2n + 1
- De som van twee even getallen is weer een even getal, want 2n + 2m = 2(m+n), dus een 2-voud.
- Ook de som van twee oneven getallen is even, immers 2n+1 + 2m+1 = 2(n+m+1).
- De som van een even en een oneven getal is echter oneven: 2n + 2m+1= 2(n+m)+1.

De verzameling van de even natuurlijke getallen kan op verschillende manieren worden weergegeven, zoals:
- {\displaystyle \{0,2,4,6,8,10,12,\ldots \}}
- {\displaystyle \{x\in \mathbb {N} \mid x/2\in \mathbb {N} \}}
- {\displaystyle \{x\in \mathbb {N} \mid x\ \mathrm {mod} \ 2=0\}}
- {\displaystyle \{x\in \mathbb {N} \mid \exists {y\in \mathbb {N} }:x=2y\}}
- {\displaystyle 2\mathbb {N} }

De verzameling van de even getallen is gesloten onder optellen en vermenigvuldigen: elke optelling van twee even getallen levert een even getal en ook elke vermenigvuldiging van twee even getallen levert een even getal.
De verzameling van de even getallen bevat een neutraal element voor de optelling, namelijk het getal 0. De verzameling van de even getallen bevat echter geen neutraal element voor de vermenigvuldiging (weliswaar is {\displaystyle 1\cdot y=y} voor elk even getal y, maar 1 maakt zelf geen deel uit van de verzameling even getallen).
Verder is de kardinaliteit van de verzameling even getallen gelijk aan die van de natuurlijke getallen, namelijk {\displaystyle \aleph _{0}}, oftewel er zijn 'evenveel' even getallen als er natuurlijke getallen zijn (de bijbehorende bijectie is {\displaystyle \mathbb {N} \rightarrow 2\mathbb {N} :x\rightarrow 2x}). Toch is de verzameling even getallen een echte deelverzameling van de natuurlijke getallen. Dit is mogelijk, omdat beide verzamelingen oneindig zijn, preciezer: aftelbaar oneindig.
Even en oneven getallen kunnen negatief zijn: −6 = 2 × −3 en −5 = 2 × −3 + 1. De even natuurlijke getallen vormen een deelverzameling van de even getallen. De even getallen vormen een ondergroep van de optelgroep der gehele getallen.
Een goede weergave zou zijn {...., −4, −2, 0, 2, 4, ....}. Men kan ook in de vier andere weergaves de {\displaystyle \mathbb {N} } door een {\displaystyle \mathbb {Z} } vervangen.
Bij de gebruikelijke decimale schrijfwijze heeft een even getal als laatste cijfer een 0, 2, 4, 6 of 8.